# Best of the Beast
Best of the Beast är ett samlingsalbum av det brittiska heavy metalgruppen Iron Maiden, utgivet 24 september, 1996. Det var det första samlingsalbumet gruppen gav ut. Samlingsalbumet innehåller låtar från allra första början, The Soundhouse Tapes fram till det senaste albumet det året, The X Factor. Häftet som följer med skivan innehåller även mycket information om turnéer, bilder från skivomslag, texter, diskografi och dagboksanteckningar. 
På skivan finns även tre outgivna spår från bandet. Låten "Virus" var tidigare outgiven och två låtar från originalskivan The Soundhouse Tapes, Strange World och Iron Maiden. Dessa två hade aldrig tidigare släppts på CD. 
Best of the Beast gavs ut i tre olika versioner. En vinyl med 34 låtar, en CD med 27 st låtar och enkel cd med 16 låtar. Samlingsalbumet nådde plats 16 på brittiska topplistan. På den svenska nådde dubbelskivan plats 11 och singelskivan plats 13.

## Låtlista (utgåvan med 16 spår)
1. The Number of the Beast (Harris)
2. Can I Play with Madness (Smith, Dickinson, Harris)
3. Fear of the Dark (Live) (Harris)
4. Run to the Hills (Harris)
5. Bring Your Daughter...To the Slaughter (Dickinson)
6. The Evil That Men Do (Smith, Dickinson, Harris)
7. Aces High (Harris)
8. Be Quick or Be Dead (Dickinson, Gers)
9. 2 Minutes to Midnight (Smith, Dickinson)
10. Man on the Edge (Bayley, Gers)
11. Virus (Harris, Gers, Murray, Bayley)
12. Running Free (Live) (Di'Anno, Harris)
13. Wasted Years (Smith)
14. The Clairvoyant (Harris)
15. The Trooper (Harris)
16. Hallowed Be Thy Name (Harris)

## Låtlista (utgåvan med 27 spår)

### CD 1
1. Virus (Harris, Gers, Murray, Bayley)
2. Sign of the Cross (Harris)
3. Man on the Edge (Bayley, Gers)
4. Afraid to Shoot Strangers (live) (Harris)
5. Be Quick or Be Dead (Dickinson, Gers)
6. Fear of the Dark (live) (Harris)
7. Bring Your Daughter...To the Slaughter (Dickinson)
8. Holy Smoke (Harris, Dickinson)
9. The Clairvoyant (Harris)
10. Can I Play with Madness (Smith, Dickinson, Harris)
11. The Evil That Men Do (Smith, Dickinson, Harris)
12. Heaven Can Wait (Harris)
13. Wasted Years (Smith)

### CD 2
1. Rime Of The Ancient Mariner (live) (Harris)
2. Running Free (live) (Harris, Di'Anno)
3. 2 Minutes to Midnight (Smith, Dickinson)
4. Aces High (Harris)
5. Where Eagles Dare (Harris)
6. The Trooper (Harris)
7. The Number of the Beast (Harris)
8. Run to the Hills (Harris)
9. Hallowed Be Thy Name (Harris)
10. Wrathchild (Harris)
11. Phantom of the Opera (Harris)
12. Sanctuary (Harris, Di'Anno, Murray)
13. Strange World (Harris)
14. Iron Maiden (Harris)

## Singlar
- Virus - Part I - Släppt den 2 september, 1996. Innehöll låtarna Virus (Short Version), My Generation och Doctor Doctor. De två sistnämnda är två covers Iron Maiden gjorde till singeln till Lord of the Flies.
- Virus - Part II - Släppt den 2 september 1996. Innehöll låtarna Virus, Sanctuary och Wrathchild. De två sistnämnda är taget från albumet Metal For Muthas och hade aldrig tidigare getts ut på cd.